# Iodopleura gorjagroga
La iodopleura gorjagroga (Iodopleura pipra) és una espècie d'ocell de la família dels titírids (Tityridae). És troba a les regions sud i sud-est del Brasil. El seu hàbitat són els boscos tropicals i subtropicals de frondoses humits de les terres baixes. El seu estat de conservació es considera en perill d'extinció.